# Росица (Витебская область)
Ро́сица — деревня в Сарьянском сельсовете (до апреля 2004 года — Бигосовском) Верхнедвинского района Витебской области Беларуси на берегах озера Росица и одноимённой реки.

## История
Первые письменные упоминания о Росице датируются 1599 годом, когда поселение выкупил Лев Сапега у Давыда Росицкого. Росица в это время входила в состав Полоцкого воеводства. С 1753 года Росица принадлежала Лопатинским.

### В составе Российской империй
В результате первого раздела Речи Посполитой 1772 года Росица вошла в состав Российской империи, находилась в Дриссенском уезде Витебской губернии. В 1778 году здесь началась строительство небольшой деревянной римско-католической церкви, освящено в 1792 году. В 1807 году Барбара Шадурская основала в местечке госпиталь. В 1817 году Росица перешла к сыну Фомы Лопатинского — Иосифа, позже к его внуку Станислава. В 1864 году в Росице была возведена православная церковь. В 1911 году — каменный католический храм.

### Новейшее время
25 марта 1918 года согласно Третьей Уставной грамотой Росица провозглашалась частью Белорусской Народной Республики. 1 января 1919 года согласно постановлению I съезда КП(б) Беларуси Росица вошла в состав Белорусской ССР, однако 16 января поселение было включено в состав РСФСР. В 1924 году Росица возвращена в состав БССР. Вскоре большевики закрыли римско-католическую и православную церкви. 20 августа 1924 года образован Росицкий сельсовет.

## Массовое убийство мирных жителей карателями
16—18 февраля 1943 года в ходе немецкой карательной операции «Зимнее волшебство» деревня Росица первой подверглась экзекуции карателей. Несмотря на то, что данные немецкой разведки представляли Росицу как опорный пункт партизан, их там не оказалось. Тем не менее 206 жителей села были уничтожены оперативной группой СД: часть жителей были сожжены в домах, большая группа людей была загнана в коровник, который затем подожгли. Среди убитых были католические священники Юрий Кашира и Антоний Лещевич, один из которых был сожжён с другими жителями, а второй — застрелен за настойчивые просьбы спасти детей (по другим данным также сожжён).
13 июня 1999 года папа римский Иоанн Павел II беатифицировал убитых священнослужителей (причислил к лику блаженных).
Массовые убийства лежат на совести латышских полицейских батальонов, которые были направлены в Беларусь для проведения карательной операции. Они не только боролись с партизанами, но и участвовали в уничтожении мирных жителей — как прямо (расстрелы и сожжения заживо), так и косвенно (передавая захваченных мирных жителей командам СД для расстрела).
Распоряжением командира одной из боевых групп предписывалось: «В случаях, когда из-за отсутствия в непосредственной близости СД расстрелы необходимо проводить при помощи войск, экзекуции должны проходить в домах. Трупы следует покрывать соломой или сеном и там же сжигать». В донесении 278-го латышского полицейского батальона отмечается, что уже в первый же день операции, 16 февраля, «продвигаясь через д. Лимовку и дальше, рота ликвидировала около 100 бандитов и бандитских пособников, сожгла указанную деревню, так как в это время СД действовала в другом населенном пункте».
В Росице каратели организовали т. н. «сборный лагерь», командованию которого были приданы латышские полицаи (вероятно, в том числе члены «команды Арайса») для проведения экзекуций. В деревню пригоняли жителей соседних деревень для «вторичной фильтрации». Более молодых и сильных людей отправили на станцию Бигосово, где их грузили в вагоны и везли в концлагерь Саласпилс и на работы в Германию. В общей сложности в Росице было уничтожено 1528 человек.

## Росица сейчас
Сейчас на месте так называемого «сборного лагеря» воздвигнут мемориал Архивная копия от 7 декабря 2015 на Wayback Machine в память о жертвах трагедии Росицы.
По состоянию на 2019 год в Росице проживал 161 человек. Большая часть жителей — пожилые люди. В центре деревни стоит Троицкий костёл.

## Туристическая информация

### Достопримечательности
- Костёл Пресвятой Троицы (1906-1911)
- Православная Свято-Ефросиньевский церковь (1866, руины)

## Галерея

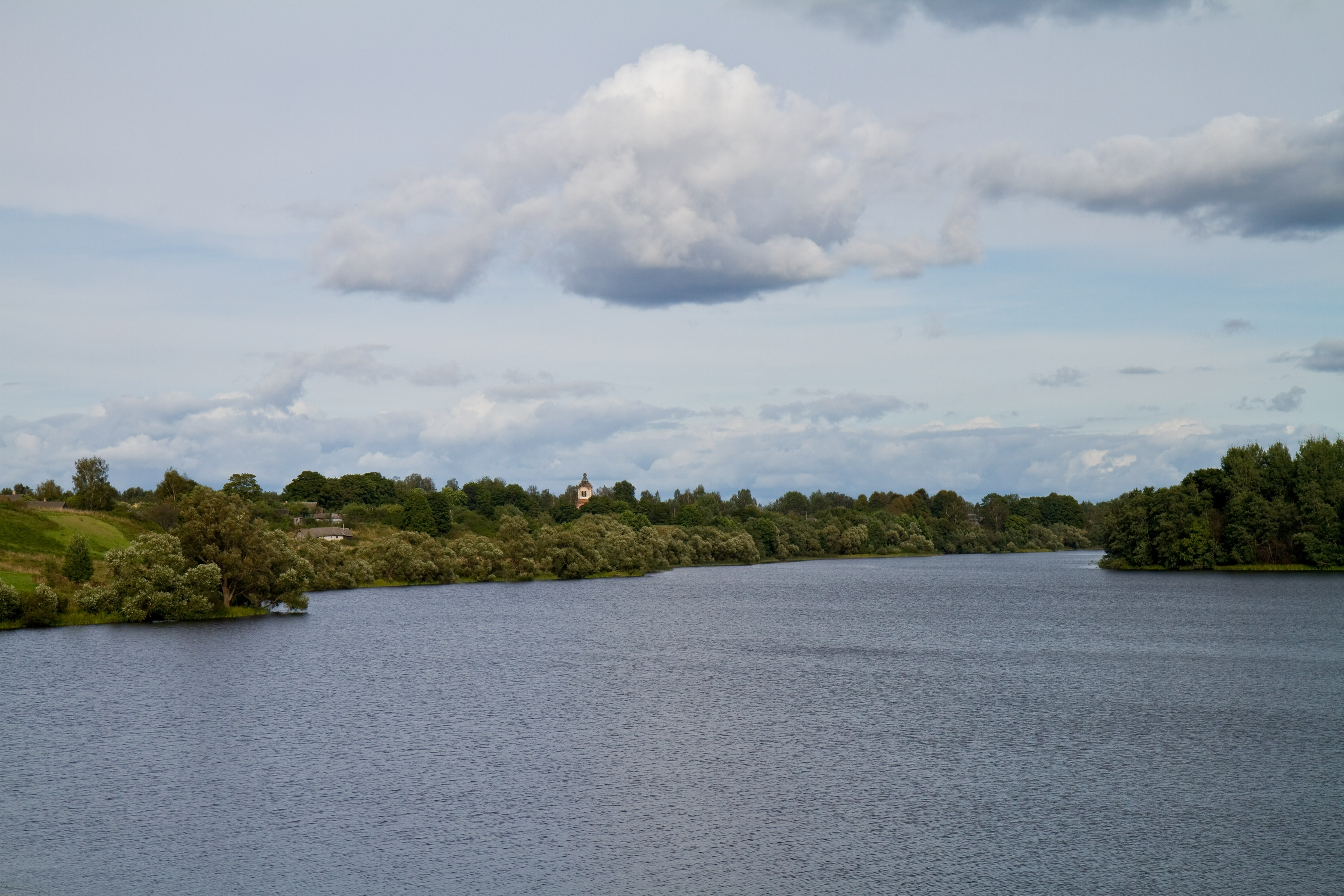
Озеро
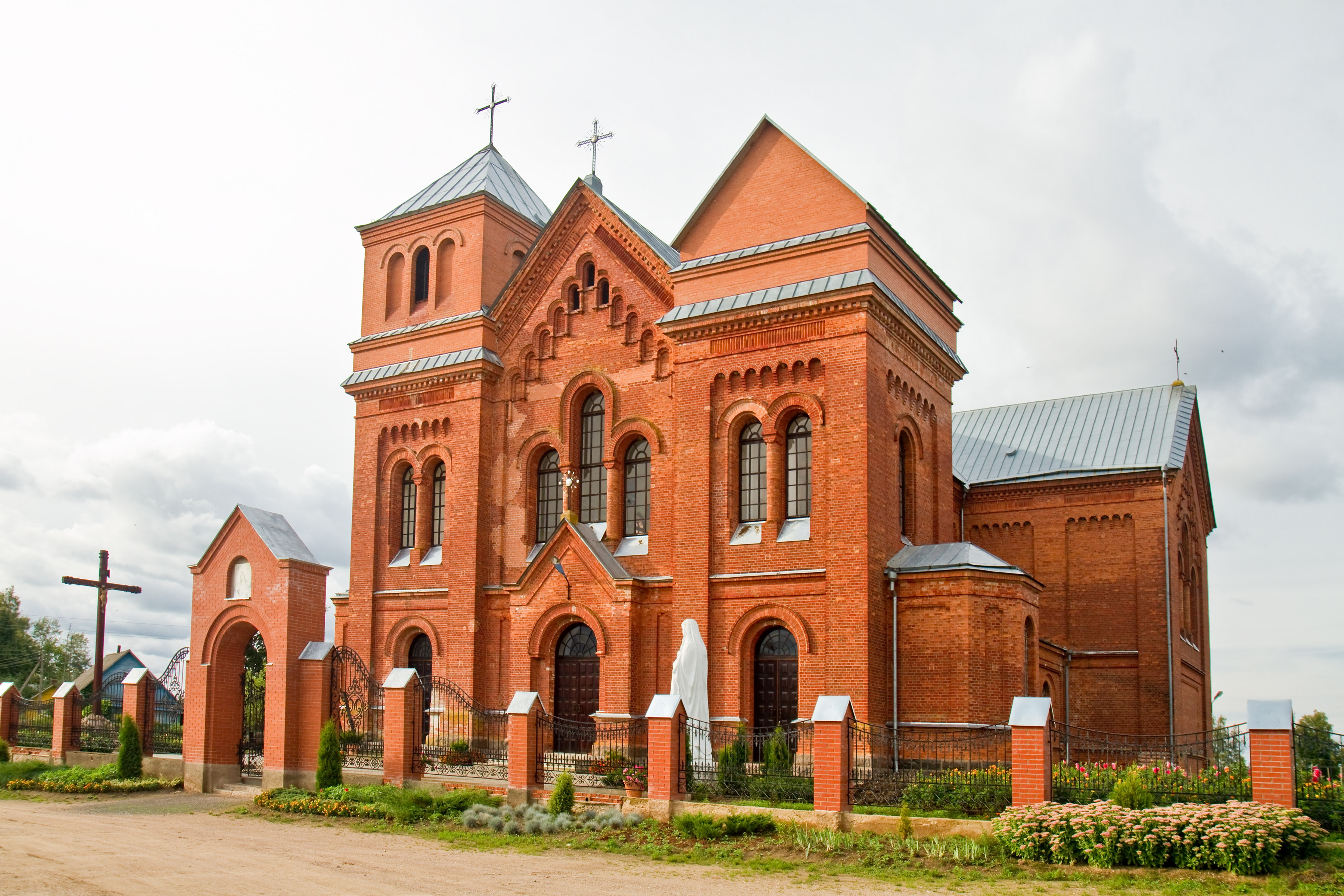
Троицкий храм в Росице
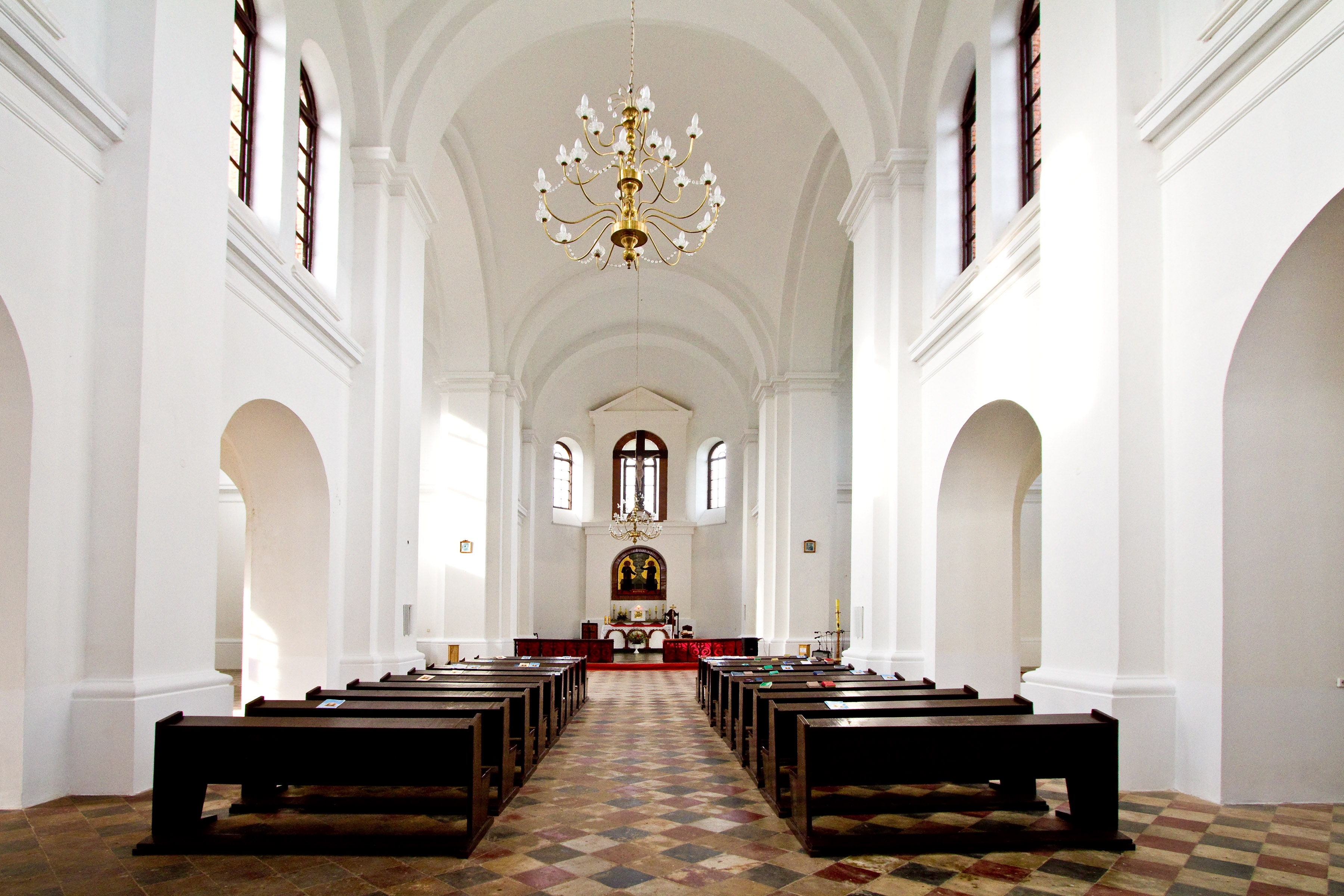
Троицкий храм, интерьер
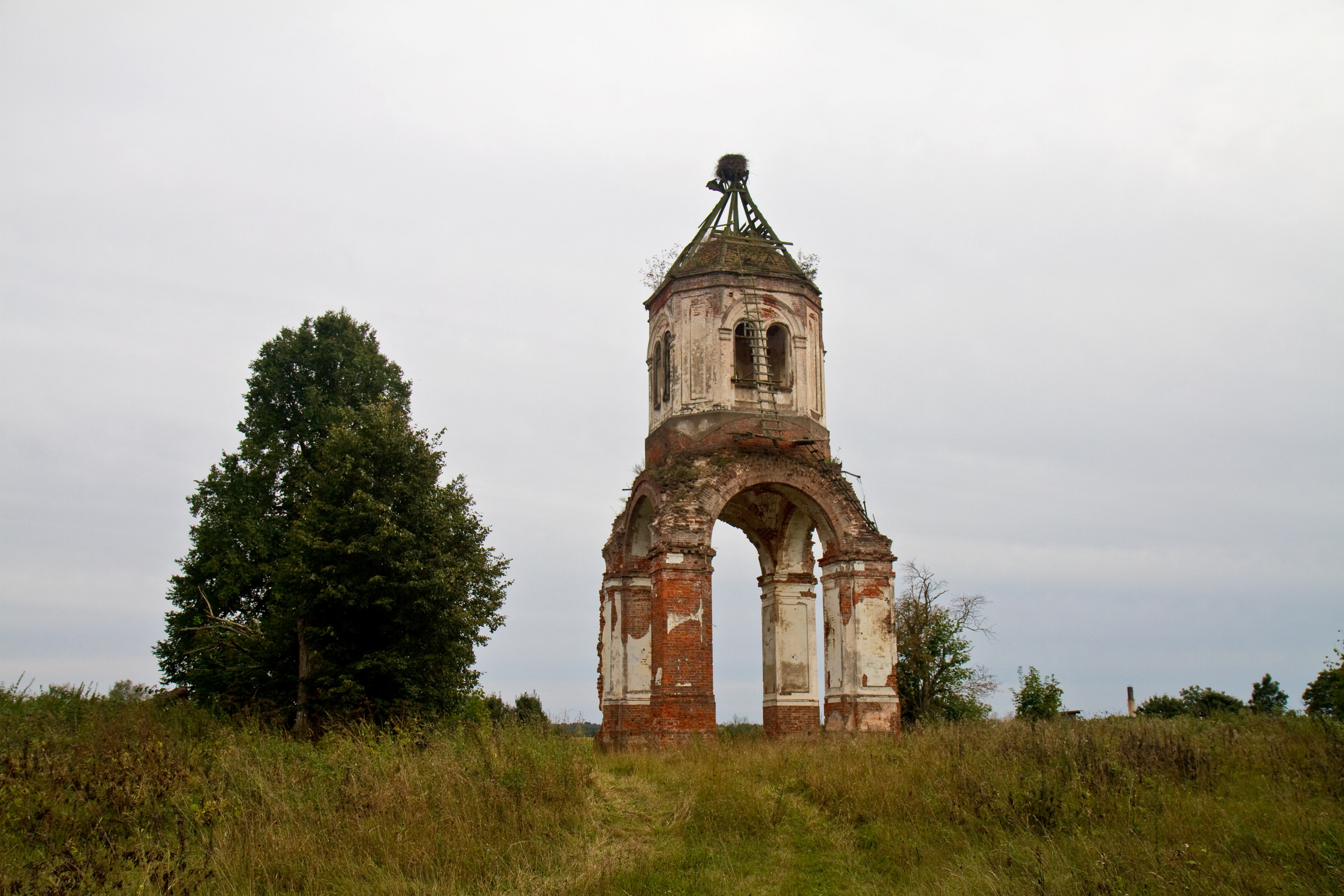
Руины Свято-Ефросиниевской православной церкви